# Vale de San Ramon
O Vale San Ramon (em inglês:  San Ramon Valley) é uma região nos condados de Contra Costa e Alameda na Califórnia, leste da cidade de Oakland. As cidades de San Ramon, Danville e Alamo bem como a borda sul de Walnut Creek estão localizadas na região. A Interstate 680 serve-se como via de transporte para a área.